# 中华人民共和国第七届少数民族传统体育运动会
中华人民共和国第七届少数民族传统体育运动会于2003年9月6日—9月13日在宁夏回族自治区的银川市和石嘴山市举办。共有包括中华人民共和国台湾省在内的34个代表团的55个少数民族的运动员参加本届赛事。比赛项目有抢花炮、木球、毽球、蹴球、马术、秋千、武术、龙舟、射弩、陀螺、押加、珍珠球、民族式摔跤和高脚竞速等14个比赛项目。